# 魯公澍
魯公澍，清朝政治人物。山東益都縣人。
魯公澍為舉人出身。咸豐五年（1855年）十一月，署任湖南永順府龍山縣知縣。